# In Arabia We'd All Be Kings
In Arabia We'd All Be Kings es una obra de teatro dramática ambientada en la ciudad de Nueva York, escrita por Stephen Adly Guirgis.

## Argumento
Narra la desaparición de un grupo de personas que vivían en Hell's Kitchen (Manhattan), Nueva York, en la época anterior a los esfuerzos de Rudy Giuliani por limpiar la ciudad. Sin trabajo y sin dinero, la vida de estas personas gira en torno a un bar local y sus esperanzas y sueños equivocados. La obra trata principalmente de cuestiones de comercialismo, esperanza y amistad.

## Personajes
- Holy Roller
- Lenny
- Greer
- Señora Reyes
- Demaris
- Daisy
- Charlie
- Skank
- Chickie
- Sammy
- Jake

## Producciones

### Broadway, 1999
La obra se estrenó Off-Off-Broadway en Center Stage en una producción de LAByrinth Theatre Company el 23 de junio de 1999 en avances, el 8 de julio oficialmente y se cerró el 23 de julio de 1999.

### Londres, 2003
La obra se representó en el Hampstead Theatre de Londres del 24 de abril al 17 de mayo de 2003. Dirigida por Robert Delamere, el reparto contó con Tom Hardy como Skank. Hardy recibió el premio Evening Standard Theatre a la revelación destacada.

### California, 2007
Presentado en la Elephant Theatre Company en Hollywood, California del 26 de enero de 2007 al 21 de abril de 2007. Dirigida por el director artístico fundador, David Fofi.

### Cleveland, 2012
Fue producido en Cleveland Play House en Cleveland, Ohio, del 1 al 11 de febrero de 2012, por el Graduate Ensemble de 2014.

### Dublín, 2015
La obra fue producida en el Players Theatre de Dublín en 2015. La producción fue dirigida por Liam Hallahan.